# Lucăcești (okręg Suczawa)
Lucăcești – wieś w Rumunii, w okręgu Suczawa, w gminie Drăgoiești. W 2011 roku liczyła 255 mieszkańców.